# Sogno d'amanti
Sogno d'amanti (The Passionate Friends) è un film del 1949 diretto da David Lean.

## Produzione
Il film fu prodotto dalla Cineguild.

## Distribuzione
Distribuito dalla General Film Distributors (GFD), il film uscì nelle sale britanniche il 26 gennaio 1949.